# Mogens Camre
Mogens Niels Juel Camre (ur. 29 marca 1936 w Randers, zm. 5 grudnia 2016) – duński polityk, urzędnik państwowy, wieloletni deputowany do Folketingetu, poseł do Parlamentu Europejskiego dwóch kadencji.

## Życiorys
W 1967 ukończył studia magisterskie z ekonomii na Uniwersytecie Kopenhaskim. W latach 1967–1968 oraz ponownie od 1987 do 1995 pracował jako urzędnik służby cywilnej w departamencie budżetu Ministerstwa Finansów. Wchodził też w skład kierowniczych organów różnych przedsiębiorstw oraz administracji podatkowej.
Przez prawie 25 lat (od 1962 do 1987 z dwuletnią przerwą) był członkiem zarządu duńskich socjaldemokratów w Kopenhadze. W latach 1968–1987 z ramienia Socialdemokraterne zasiadał w krajowym parlamencie.
W 1999 i 2004 z ramienia prawicowej Duńskiej Partii Ludowej uzyskiwał mandat posła do Parlamentu Europejskiego V i VI kadencji. Był wiceprzewodniczącym grupy Unii na rzecz Europy Narodów. W 2009 publicznie stwierdził, iż Bułgarzy i Rumuni nie są wystarczająco inteligentni, by podejmować decyzje dla Unii Europejskiej. W tym samym roku nie ubiegał się o reelekcję w wyborach europejskich.